# Walter Krüger
Walter Krüger (n. 11 aprilie 1930, Altenpleen, Republica Democrată Germană, Germania – d. 28 octombrie 2018, Prohn, Mecklenburg-Pomerania Inferioară, Germania) a fost un atlet ce a reprezentat Germania, medaliat olimpic. A participat la o ediție a Jocurilor Olimpice (1960) în care a câștigat medalia de argint în proba de aruncarea suliței.

## Palmares
| An   | Competiție        | Locație      | Loc | Note    |
| ---- | ----------------- | ------------ | --- | ------- |
| 1960 | Jocurile Olimpice | Roma, Italia | 2   | 79,36 m |